# Naokoło świata

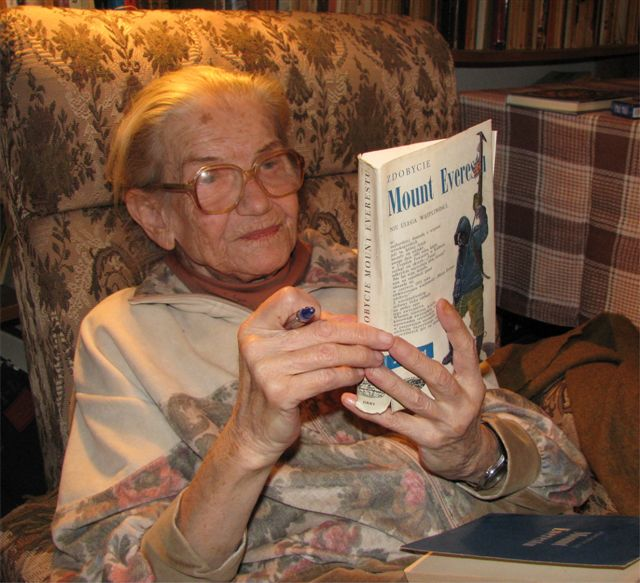
Krystyna Goldbergowa z książką Johna Hunta Zdobycie Mount Everestu – I tomem serii „Naokoło świata”, którą prowadziła w Wydawnictwie „Iskry” w latach 1956–1984 (fot. 2009 r.)

Naokoło świata – seria książkowa literatury podróżniczej publikowana przez Państwowe Wydawnictwo „Iskry”. 
Wydawana blisko czterdzieści lat (od lipca 1956 r.) przez redakcję literatury reportażowej wydawnictwa, pod kierownictwem redaktorki i dziennikarki Krystyny Goldbergowej (1930-2017) oraz reportażysty i tłumacza Zbigniewa Stolarka (1920–1988). W cyklu z charakterystyczną białą obwolutą z kolorowym paskiem i logo serii – globusem (projekt Janusza Grabiańskiego), wydano blisko 200 tytułów – najlepsze książki polskiego i światowego reportażu. Ze względu na powszechne trudności z wyjazdami zagranicznymi w okresie PRL-u, książki cieszyły się bardzo dużą popularnością, bogato ilustrowane czarno-białymi fotografiami reporterskimi z całego świata. Seria przestała się ukazywać w pierwszej połowie lat 90.
Od 1995 r. do 1998 kontynuowana w Warszawskim Wydawnictwie Literackim Muza SA pod nazwą „Dookoła świata” (także pod redakcją Goldbergowej; projekt graficzny serii Macieja Sadowskiego). W czerwcu 2008 r. wznowiona ponownie przez wydawnictwo „Zysk i S-ka”.

## Spis książek serii (Wyd. „Iskry”, lipiec 1956 – grudzień 1982)
| LP  | Autor                                 | Tytuł | Rok wydania w serii          |
| --- | ------------------------------------- | --- | ---------------------------- |
| 1   | John Hunt                             | Zdobycie Mount Everestu (The Ascent of Everest; tłum. Jan Szczepański)                                                                                                  | 1956                         |
| 2   | Jarosław Potocki                      | Na szlakach i bezdrożach Alaski | 1956, 1959                   |
| 3   | Haroun Tazieff                        | W jaskiniach Pierre Saint-Martin (Le gouffre de la Pierre Saint-Martin; tłum. Rafał Unrug)                                                                              | 1956, 1959                   |
| 4   | Roald Amundsen                        | Zdobycie bieguna południowego (Sydpolen; tłum. Bronisław Wojciechowski)                                                                                                 | 1957, 1966                   |
| 5   | Liv Balstad                           | Pod biegunem kwitną kwiaty (Nord for det öde hav; tłum. Józef Giebułtowicz)                                                                                             | 1957                         |
| 6   | Olgierd Budrewicz                     | Sygnały z trzech kontynentów | 1957                         |
| 7   | Louis Carl, Joseph Petit              | Tefedest (Tefedest Méharée au Sahara Central; tłum. Ludmiła Duninowska)                                                                                                 | 1957                         |
| 8   | Claudie Fayein                        | Al Hakima (Une Française médicin au Yémen; tłum. Julia Matuszewska) | 1957, 1959                   |
| 9   | Józef Hen                             | Skromny chłopiec w haremie | 1957                         |
| 10  | Thor Heyerdahl                        | Wyprawa Kon-Tiki (Kon-Tiki Ekspedisjonen; tłum. Jerzy Pański) | 1957, 1963                   |
| 11  | Sverre Holmsen                        | Polinezyjski passat (Polynesisk passad; tłum. Witold Nowicki) | 1957, 1968                   |
| 12  | Andrzej Kruczkowski                   | Listy spod równika | 1957, 1959                   |
| 13  | Eric Lundqvist                        | W dżungli Borneo (tłum. Tadeusz Tomiak) | 1957                         |
| 14  | Jerzy Ros                             | Indyjskie wędrówki | 1957, 1964                   |
| 15  | Hans Schomburgk                       | Tętno afrykańskiej puszczy (Pulsschlag der Wildnis; tłum. Janina Marecka)                                                                                               | 1957                         |
| 16  | Tenzing (oprac. James Ullman)         | Człowiek Everestu (Man of the Everest; tłum. Maria Skroczyńska, wstęp Wawrzyniec Żuławski)                                                                              | 1957                         |
| 17  | Alain Bombard                         | Dobrowolny rozbitek (Naufragé volontaire; tłum. Tadeusz Meissner) | 1958                         |
| 18  | red. Józef Nyka (praca zbiorowa)      | Burza nad Alpami | 1958                         |
| 19  | Stanisław Jagielski                   | Lambrettą przez Italię | 1958                         |
| 20  | Zofia Jeżewska                        | Ze sfinksem w cztery oczy | 1958                         |
| 21  | Wacław Korabiewicz                    | Kwaheri | 1958                         |
| 22  | Mario Marret                          | Siedmiu ludzi wśród pingwinów (Sept hommes chez les pingouins; tłum. Marian Zakrzewski)                                                                                 | 1958                         |
| 23  | Andrzej Urbańczyk                     | Tratwą przez Bałtyk | 1958                         |
| 24  | Léo Valentin                          | Człowiek – ptak (Homme-oiseau; tłum. Zbigniew Stolarek) | 1958                         |
| 25  | Paul-Émile Victor                     | Banquise. W krainie bez cienia (Banquise. Le jour sans ombre; tłum. Julia Matuszewska, redakcja merytoryczna Alina i Czesław Centkiewiczowie)                           | 1958                         |
| 26  | Halina Bielińska                      | Potomkowie Tella | 1959                         |
| 27  | Rolf Blomberg                         | Złoto i anakondy (Guld att hāmta; tłum. Zygmunt Łanowski) | 1959, 1966                   |
| 28  | Roman Bratny                          | Niespokojne tropy | 1959                         |
| 29  | Wojciech Dworczyk, Leszek Dulęba      | Podróż za trzy grosze | 1959                         |
| 30  | Ernest Hemingway                      | Zielone wzgórza Afryki (Green Hills od Africa; tłum. Bronisław Zieliński; ISBN 83-207-0130-9; ISBN 83-207-0622-X)                                                       | 1959, 1965, 1980, 1987, 1990 |
| 31  | Thor Heyerdahl                        | Aku-Aku (Aku-Aku; tłum. Józef Giebułtowicz) | 1959, 1961, 1966             |
| 32  | Rudolf Luskač                         | Rewir bez granic (Revir bez hranic; tłum. Stefan Duba-Dębski) | 1959                         |
| 33  | Albert Mahuzier                       | W kraju kangurów (Au pays des kangourous; tłum. Wiera Bieńkowska) | 1959                         |
| 34  | Maurice Patry                         | Kajakiem przez Afrykę (En kayak du Gabon au Mozambique; tłum. Jerzy Lisowski)                                                                                           | 1959                         |
| 35  | Mirosław Azembski                     | Malavita | 1960                         |
| 36  | Jens Bjerre                           | Ostatni ludożercy (Blandt menneskeaedere pa ny Guinea; tłum. Witold Nowicki)                                                                                            | 1960                         |
| 37  | Jacques Cheregaray                    | Hawaje (Hawaï, iles de rêve; tłum. Julia Matuszewska) | 1960                         |
| 38  | Peter Freuchen                        | Przygoda w Arktyce (Arctic adventure; tłum. Jerzy Pański; na stronie tytułowej błędna adnotacja: „Przekład A. Pańskiego i Z. Dąbrowskiej”)                              | 1960                         |
| 39  | Maurice Herzog                        | Annapurna (Annapurna; tłum. Rafał Unrug) | 1960                         |
| 40  | Osa Johnson                           | Poślubiłam przygodę (I married Adventure; tłum. Leonid Teliga) | 1960                         |
| 41  | Tadeusz Makarewicz, Roman Trechciński | Halo, Spitsbergen! | 1960                         |
| 42  | Jean-François Walter                  | Afrykańska włóczęga (Apprentissage de l’Afrique; tłum. Julia Matuszewska)                                                                                               | 1960                         |
| 43  | Olgierd Budrewicz                     | Trzynaście wiz | 1961                         |
| 44  | Alina i Czesław Centkiewiczowie       | Kierunek Antarktyda | 1961, 1967                   |
| 45  | Jan Kazimierz Dorawski                | Wysoko w Andach | 1961                         |
| 46  | Alain Gheerbrant                      | Wyprawa Orinoko-Amazonka (L’expedition Orénoque-Amazone; tłum. Janina Wrzoskowa)                                                                                        | 1961, 1967                   |
| 47  | Jan Knothe                            | Niedaleko Damaszku | 1961                         |
| 48  | Kaare Gulbransen                      | Po złote runo (Gull og grönne skoger; tłum. Józef Giebułtowicz) | 1961                         |
| 49  | Walery Osipow                         | Syberyjskie diamenty (Tajna sibirskoj płatformy; tłum. Witold Nowicki)                                                                                                  | 1961                         |
| 50  | Zbigniew Stolarek                     | Podróż do wielkiego patata | 1961, 1966                   |
| 51  | Karen Blixen                          | Pożegnanie z Afryką (Out of Africa; tłum. Józef Giebułtowicz, Włodzimierz Lewik; ISBN 83-207-1114-2)                                                                    | 1962, 1965, 1988             |
| 52  | oprac. Zbigniew Stolarek              | Czerwone oczy maski. Murzyńskie, eskimoskie, indiańskie i polinezyjskie teksty poetyckie                                                                                | 1962, 1964                   |
| 53  | Jiří Hanzelka, Miroslav Zikmund       | Za srebrną rzeką (Tam za řekou je Argentina; tłum. Stanisław Gawłowski)                                                                                                 | 1962                         |
| 54  | Raymond Maufrais                      | Zielone piekło (Aventures au Mato Grosso; Aventures en Guyane; tłum. Zbigniew Stolarek; ISBN 83-207-0489-8)                                                             | 1962, 1964, 1982             |
| 55  | Pierre Rambach                        | Z Bombaju do Pattarkalu. Ekspedycja Witolda Golisha (De Bombay à Pattadakal. Expédition de Vitold de Golish; tłum. Ludmiła Duninowska)                                  | 1962                         |
| 56  | Aleksy F. Triesznikow                 | W okowach lodu (Zakowannyj w lod; tłum. Leonid Teliga, red. merytoryczna Czesław Centkiewicz)                                                                           | 1962                         |
| 57  | Bengt Danielsson                      | Z tratwy na tratwę (From Raft to Raft; tłum. Leonid Teliga) | 1963                         |
| 58  | Wacław Korabiewicz                    | Safari Mingi. Wędrówki po Afryce | 1963                         |
| 59  | Jean Malaurie                         | Ostatni królowie Thule (Les derniers rois de Thule; tłum. Julia Matuszewska)                                                                                            | 1963                         |
| 60  | Maria Sten                            | Dialog z Coatlicue (przekłady poezji: Maria Sten, Artur Międzyrzecki)                                                                                                   | 1963                         |
| 61  | Jaroslav Vavra                        | Afrykańskie wędrówki (Africke cesty; tłum. Stefan Dębski) | 1963                         |
| 62  | Jan Długosz                           | Komin pokutników (wstęp Jan Alfred Szczepański) | 1964                         |
| 63  | Percy Harrison Fawcett                | Śladami Inków (Exploration Fawcett; oprac. Brian Fawcett, tłum. Tadeusz Evert)                                                                                          | 1964                         |
| 64  | Stanisław Hadyna                      | Na podbój kontynentu | 1964                         |
| 65  | Jerzy Lichodziejewski                 | Piaskiem w oczy | 1964                         |
| 66  | Wiesław Nowakowski                    | Lena płynie na północ | 1964                         |
| 67  | Gérard Périot                         | Przez noc wielkich drzew (Dans la nuit de grands arbres; tłum. Zbigniew Stolarek)                                                                                       | 1964                         |
| 68  | Robert C. Ruark                       | Róg myśliwego (Horn of the Hunter; tłum. Zbigniew Obniski) | 1964                         |
| 69  | Joy Adamson                           | Moja lwia rodzina (Born Free; Living Free; Forever Free; tłum. Józef Giebułtowicz)                                                                                      | 1965, 1967                   |
| 70  | Krzysztof Baranowski                  | Hobo | 1965                         |
| 71  | Olgierd Budrewicz                     | Równoleżnik zero | 1965, 1967                   |
| 72  | John Caldwell                         | Desperacki rejs (Desperate Voyage; tłum. Tadeusz Borysiewicz) | 1965                         |
| 73  | Eric Collier                          | Nad rzeką bobrów (Three Against the Wilderness; tłum. Zofia Zinserling)                                                                                                 | 1965                         |
| 74  | Kazimierz Dziewanowski                | Archanioły i szakale | 1965, 1967                   |
| 75  | Mieczysław Lepecki                    | Niknący świat. Opowieść o podróży po Centralnej Brazylii | 1965, 1968                   |
| 76  | Kazimierz Dziewanowski                | Mój kolega czarownik | 1966                         |
| 77  | Bernard Gorsky                        | Moana (Expédition „Moana”; tłum. Zbigniew Stolarek) | 1966, 1975                   |
| 78  | Józef Lenart                          | Portret z diamentów | 1966, 1967, 1970             |
| 79  | Adam Skoczylas                        | Biała Góra | 1966                         |
| 80  | Bogdan Szczygieł                      | Tubib wśród nomadów | 1966                         |
| 81  | Walter Bonatti                        | Moje góry (Le mie montagne; tłum. Bronisława Norton) | 1967                         |
| 82  | Olgierd Budrewicz                     | Pozłacana dżungla | 1967                         |
| 83  | Wacław Korabiewicz                    | Do Timbuktu | 1967                         |
| 84  | Tony Saulnier                         | Papuasi. 167 dni w prehistorii (Les Papous coupeurs de têtes. 167 jours dans la préhistoire; tłum. Zbigniew Bieńkowski)                                                 | 1967                         |
| 85  | Colin M. Turnbull                     | Leśni ludzie (The Forest People; tłum. Halina Błaszkiewicz) | 1967                         |
| 86  | Melchior Wańkowicz                    | Atlantyk-Pacyfik. W ślady Kolumba cz. I | 1967, 1972                   |
| 87  | Krzysztof Baranowski                  | Kapitan kuk | 1968                         |
| 88  | Alfred Lansing                        | Wyprawa „Endurance” (Endurance; tłum. Zbigniew Obniski) | 1968                         |
| 89  | Stanisław Miarkowski                  | Burubahajr! Na drogach Afganistanu | 1968                         |
| 90  | Wiesław Nasiłowski                    | Monganga znaczy lekarz | 1968                         |
| 91  | Melchior Wańkowicz                    | Królik i oceany. W ślady Kolumba cz. II | 1968, 1973                   |
| 92  | Janusz Wolniewicz                     | W krainie złota i totemów | 1968                         |
| 93  | Jock Marshall, Russell Drysdale       | Ludzie pylnego szlaku (Journey among Men; tłum. Józef Giebułtowicz) | 1969                         |
| 94  | Romuald Karaś                         | Kumys na deser | 1969                         |
| 95  | Douglas Lockwood                      | Ja, Australijczyk (I, the Aboriginal; tłum. Zofia Sroczyńska) | 1969                         |
| 96  | Artur Lundkvist                       | Róża wiatrów. Wrażenia z podróży (tłum. Zygmunt Łanowski) | 1969, 1972                   |
| 97  | Lech Niekrasz                         | Półmiskiem przez Atlantyk | 1969                         |
| 98  | Pierre Pfeffer                        | Biwak na Borneo (Bivouacs à Bornéo; tłum. Zbigniew Stolarek) | 1968                         |
| 99  | Melchior Wańkowicz                    | W pępku Ameryki. W ślady Kolumba cz. III | 1969, 1974                   |
| 100 | Francis Chichester                    | „Gipsy Moth” okrąża świat (Gipsy Moth circles the World; tłum. Tadeusz Borysiewicz)                                                                                     | 1970                         |
| 101 | Dariusz Bogucki                       | Islandzki rejs | 1970                         |
| 102 | Wacław Korabiewicz                    | Słońce na Ambach | 1970                         |
| 103 | Gavin Maxwell                         | Wydry pana Gavina (Ring of bright-water the rocks remain; tłum. Maria Boduszyńska-Borowikowa)                                                                           | 1970                         |
| 104 | Bogdan Szczygieł                      | Maska z Niama-Niama | 1970                         |
| 105 | Joanna Zadrowska                      | Nie zabiłam słonia | 1970                         |
| 106 | Witold Chromiński                     | W dolinie Kilombero | 1971                         |
| 107 | Isaak Diqs                            | Chłopięce lata Beduina (A Bedouin Boyhood; tłum. Lech Jęczmyk) | 1971                         |
| 108 | oprac. Zbigniew Stolarek              | Drogi przez ogień (antologia pisarzy wietnamskich; red. Krystyna Goldbergowa)                                                                                           | 1971                         |
| 109 | Andrzej Kryński                       | Droga do El-Faszer | 1971                         |
| 110 | Lennart Meri                          | Gorące wodospady (W poiskach potierjannoj ułybki; tłum. Franciszek Król)                                                                                                | 1971                         |
| 111 | Janusz Wolniewicz                     | Synowie ludożerców | 1971                         |
| 112 | Jacek Cieszewski                      | Smak morza | 1972                         |
| 113 | Wacław Korabiewicz                    | Kajakiem do Indii | 1972                         |
| 114 | Maciej Kuczyński                      | Czeluść | 1972                         |
| 115 | Jean Merrien                          | Samotni żeglarze (Les navigateurs solitaires; tłum. Tadeusz Borysiewicz)                                                                                                | 1972                         |
| 116 | Farley Mowat                          | Ginące plemię (wybór z: People of the Deer, The Desperate People; tłum. Kazimierz Dziewanowski i Lech Jęczmyk)                                                          | 1972                         |
| 117 | Rolf Blomberg                         | Bufo Blombergi. Wędrówki i przygody (wybór z: Vildar, Människor i djungeln, Latitud 0°, Imbabura, Sana djur finns, Jätterormar och Skräcködlor; tłum. Zygmunt Łanowski) | 1973                         |
| 118 | Jan Dołęga                            | Oko w oko z przygodą | 1973                         |
| 119 | Jean-Pierre Hallet                    | Księga zwierząt (Animal Kitabu; tłum. Tadeusz Szafar) | 1973                         |
| 120 | Camara Laye                           | Czarny chłopak (L’enfant noir; tłum. Zbigniew Stolarek) | 1973                         |
| 121 | Lucjan Wolanowski                     | Upał i gorączka. Reporter wędruje szlakiem cierpienia | 1973                         |
| 122 | Stanisław Zieliński                   | W stronę Pysznej | 1973, 1976                   |
| 123 | Kenneth Anderson                      | Ryk tygrysa (wybór z: Tales from the Indian Jungle i The Tiger Roars; tłum. Zofia Sroczyńska)                                                                           | 1974                         |
| 124 | Krzysztof Baranowski                  | Droga na Horn | 1974                         |
| 125 | Arkady Fiedler                        | Zdobywamy Amazonkę | 1974                         |
| 126 | Thor Heyerdahl                        | Ekspedycja Ra (Ra Ekspedisjonen; tłum. Zygmunt Łanowski) | 1974                         |
| 127 | Ryszard Kapuściński                   | Kirgiz schodzi z konia | 1974 \| –                    |
| 128 | Maciej Popko                          | Góry pod półksiężycem | 1974                         |
| 129 | Gierasim Uspienski                    | Roześmiana wyspa (tłum. Franciszek Król) | 1974                         |
| 130 | Monika Warneńska                      | Taniec z ogniem | 1974                         |
| 131 | oprac. S. M. Barrett                  | Geronima żywot własny (Geronimo. His own story; tłum. Krzysztof Zarzecki)                                                                                               | 1975                         |
| 132 | Antonio Halik                         | 180 000 kilometrów przygody (wybór z: Con cámara y rifle a través del Mato Grosso, 180 000 kilometros de aventuras; tłum. Zofia Wasitowa)                               | 1975                         |
| 133 | Romuald Karaś                         | Szukam raju | 1975                         |
| 134 | Farley Mowat                          | Zwariowana łódka, czyli żałosna historia „Radosnej przygody” (The boat who wouldn’t float; tłum. Ewa Krasińska)                                                         | 1975                         |
| 135 | Jan Nogaj                             | Czterdziestu na afrykańskim szelfie | 1975                         |
| 136 | Jurij Simczenko                       | Ludzie północy (Liudi wysokich szirot; tłum. Franciszek Król) | 1975                         |
| 137 | Janusz Wolniewicz                     | Delfiny z Ucayali | 1975                         |
| 138 | Krzysztof Baranowski                  | Wyścig do Newport | 1976                         |
| 139 | Aleksander Kuzniecow                  | A w dole Swanecja (W nizu Swanecja, Gory i liudi; tłum. Danuta Rymsza-Zalewska)                                                                                         | 1976                         |
| 140 | Alan Moorehead                        | Australijski dramat (Cooper’s Creek; tłum. Andrzej Nowicki) | 1976                         |
| 141 | Leon Zieleniec                        | Wyspy spokoju i ciszy | 1976                         |
| 142 | Olgierd Budrewicz                     | Ta przeklęta susza | 1977                         |
| 143 | Maciej Kuczyński                      | Zwrotnik dinozaura | 1977                         |
| 144 | Tadeusz Piotrowski                    | W burzy i mrozie | 1977                         |
| 145 | Lucjan Wolanowski                     | Walizka z przygodami. Reporter tu, reporter tam | 1977                         |
| 146 | Roger Frison-Roche                    | Przez śniegi i wody Kanady (Peuples chasseurs de l’Arctique; Nahanni; tłum. Zbigniew Stolarek)                                                                          | 1978                         |
| 147 | Robert Gessain                        | Ammassalik, czyli cywilizacja obowiązkowa (Ammassalik ou la civilisation obligatoire; tłum. Zbigniew Stolarek)                                                          | 1978                         |
| 148 | Marek Malatyński                      | W cieniu Kangczendzongi | 1978                         |
| 149 | Monika Warneńska                      | Córka jego ekscelencji | 1978                         |
| 150 | Thor Heyerdahl                        | Fatu-Hiva (Fatu Hiva; tłum. Bronisław Zieliński) | 1978                         |
| 151 | Gerald Durrell                        | Opowieści o zwierzętach (Three Singles to Adventure, The Drunken Forest, The Whis Pering Land; tłum. Krystyna Szerer; ISBN 83-207-0038-8)                               | 1979                         |
| 152 | Tadeusz Perkitny                      | Okrążmy świat raz jeszcze (t. I/II; ISBN 83-207-0034-5) | 1979                         |
| 153 | Tadeusz Schiele                       | Wspinaczki po chmurach (ISBN 83-207-0132-5) | 1979                         |
| 154 | Ewa Szumańska                         | Tunes, Tunes (ISBN 83-207-0097-3) | 1979                         |
| 155 | Krzysztof Baranowski                  | Dom pod żaglami (ISBN 83-207-0192-9) | 1980                         |
| 156 | Dariusz Bogucki                       | „Gedanią” za oba kręgi polarne (ISBN 83-207-0216-X) | 1980                         |
| 157 | Arne Falk Rønne                       | Raj na Tahiti (Paradis om Bagbord; tłum. Maria Bero; ISBN 83-207-0171-6)                                                                                                | 1980                         |
| 158 | Bogdan Szczygieł                      | Rubikon czarnych dziewcząt (ISBN 83-207-0256-9) | 1980                         |
| 159 | Olgierd Budrewicz                     | Karnawał na wulkanie (ISBN 83-207-0276-3) | 1981                         |
| 160 | Derrick Harry Clarke                  | Podróż barką (East Coast Passage; tłum. Ewa König-Krasińska i Wacław Zagrodzki; ISBN 83-207-0268-2)                                                                     | 1981                         |
| 161 | Maciej Kuczyński                      | Tajemniczy płaskowyż (ISBN 83-207-0385-9) | 1981                         |
| 162 | Ewa Szumańska                         | Moi przyjaciele Latynosi (ISBN 83-207-0323-9) | 1981                         |
| 163 | Olgierd Budrewicz                     | W cieniu bomby D (ISBN 83-207-0465-0) | 1982                         |
| 164 | Tadeusz Piotrowski                    | Gdy krzepnie rtęć (ISBN 83-207-0351-4) | 1982                         |
| 165 | Wanda Szymczyk                        | Z pożogi w busz (ISBN 83-207-0466-9) | 1982                         |
| 166 | Nina Wielmina                         | Lodowy sfinks (Liedianoj sfinks; tłum. Franciszek Król; ISBN 83-207-0349-2)                                                                                             | 1982                         |

## Wybrane tytuły serii (Wyd. „Iskry”, 1983–1994)
- Wojciech Adamiecki, Zdobyć Everest (1984, ISBN 83-207-0732-3)
- Jerzy Adamuszek, Wyrachowane szaleństwo. Samotny rajd po rekord Guinnessa (1994, ISBN 83-207-1422-2)
- Krzysztof Baranowski, Szkoła pod żaglami (1987, ISBN 83-207-0966-0)
- Krzysztof Baranowski, Zapiski najemnego żeglarza (1989, ISBN 83-207-1156-8)
- Tony Beamish, Aldabra (Aldabra; tłum. Bronisław Zieliński; przedmowa Julian Huxley; 1986, ISBN 83-207-0917-2)
- Chris Bonington, Everest, najtrudniejsza droga (tłum. Wojciech Adamiecki; przedmowa John Hunt; Iskry 1987, ISBN 83-207-0944-X)
- Jean-Claude Brouillet, Samolot i perły (tłum. Maria Braunstein; 1990, ISBN 83-207-1247-5)
- Olgierd Budrewicz, Metropolie (1988, ISBN 83-207-0895-8)
- Olgierd Budrewicz, Na Syberii cieplej (1987, ISBN 83-207-1033-2)
- Kurt Diemberger, Góry i partnerzy (tłum. Brygida Jodkowska; (1985, ISBN 83-207-0760-9)
- Jean-Louis Etienne, Transantarktyka: przez lodowy kontynent (tłum. Danuta Knysz-Tomaszewska; 1994, ISBN 83-207-1412-5)
- Claudie Fayein, Szczęśliwa Arabia (Arabie sans petróle; tłum. Julia Matuszewska; 1986, ISBN 83-207-0976-8)
- Patrice Franceschi, Wśród Papuasów. Wyprawa w głąb prehistorii (tłum. Janina Pałęcka; 1994, ISBN 83-207-1401-X)
- Jerzy Hajdukiewicz, Góry mojej młodości (1988, ISBN 83-207-1089-8)
- Thor Heyerdahl, Ekspedycja „Tygrys”. W poszukiwaniu naszych początków (Tigris; tłum. Bronisław Zieliński; 1985, ISBN 83-207-0779-X)
- Teresa Hołówka, Delicje ciotki Dee (1988, 1990, ISBN 83-207-1060-X)
- Ewa Kamler, Japonia daleka czy bliska... (1988, ISBN 83-207-0973-3)
- Aleksander Kuzniecow, Na północ od Moskwy (tłum. Adam Pomorski; 1985, ISBN 83-207-0799-4)
- Władimir Lebiediew, Jurij Simczenko, Aleksander Starostin, Dziennik jednego roku (tłum. Irena Lewandowska przy współpracy Michała Jagiełły; 1983)
- Jan Mar, Powrót do kolebki (1986, ISBN 83-207-0870-2)
- Witold Michałowski, Tuaregowie i caterpillary (1983, ISBN 83-207-0501-0)
- Farley Mowat, Nie taki straszny wilk (tłum. Robert Stiller; 1986, ISBN 83-207-0824-9)
- Per Olof Sundman, Ocean Lodowaty (tłum. Halina Thylwe; 1989, ISBN 83-207-1144-4)
- Daniel Topolski, Muzungu (1984, ISBN 83-207-0687-4)
- Georgij Uszakow, Nietknięta ziemia (tłum. Łukasz Szymański; 1987, ISBN 83-207-0983-0)

## Tytuły serii „Dookoła świata”(Warszawskie Wydawnictwo Literackie Muza SA, 1995–1998)
- Joy Adamson, Elza z afrykańskiego buszu (tłum. Józef Giebułtowicz; 1996, ISBN 83-7079-608-7)
- Krzysztof Baranowski, Droga na Horn (1996, ISBN 83-7079-499-8)
- Olgierd Budrewicz, Piekło w kolorach (1997, ISBN 83-7079-810-1)
- Karen Blixen, Pożegnanie z Afryką (tłum. Józef Giebułtowicz; 1995, ISBN 83-7079-382-7; 1996, ISBN 83-7079-209-X)
- David G. Campbell, Kryształowa pustynia (tłum. Hanna Jankowska; 1996, ISBN 83-7079-670-2)
- Eric Collier, Nad rzeką bobrów (tłum. Zofia Zinserling; 1995, ISBN 83-7079-478-5)
- Gerald Durrell, Opowieści o zwierzętach (tł. Krystyna Szerer; 1996, ISBN 83-7079-496-3)
- Edward Enfield, Starszy pan na bicyklu (tłum. Hanna Jankowska; 1997, ISBN 83-7079-824-1)
- Alain Gheerbrant, Wyprawa Orinoko-Amazonka (tłum. Janina Wrzoskowa; wstęp i posłowie oraz przypisy i dodane fragmenty tekstu w przekł. Danuty Knysz-Tomaszewskiej; 1995, ISBN 83-7079-492-0)
- Franck Goddio, Tajemnica „San Diego” (Mystere du „San Diego”; tłum. Agnieszka Marcoń; 1998, ISBN 83-7200-100-6)
- James Hall, Sangoma (tłum. Joanna Pierzchała; 1996, ISBN 83-7079-626-5)
- Maurice Herzog, Annapurna (tłum. Rafał Unrug; 1995, ISBN 83-7079-457-2)
- Thor Heyerdahl, Aku-aku. Tajemnica Wyspy Wielkanocnej  (tłum. Józef Giebułtowicz; 1995, ISBN 83-7079-393-2)
- Thor Heyerdahl, Ekspedycja Ra (tłum. Zygmunt Łanowski; 1996, ISBN 83-7079-497-1)
- Osa Johnson, Poślubiłam przygodę (tłum. Leonid Teliga; 1997, ISBN 83-7200-001-8)
- Marek Kamiński, Sławomir Swerpel, Wojciech Moskal, Nie tylko biegun (1996, ISBN 83-7079-531-5)
- Maciej Kuczyński, Czeluść (1997, ISBN 83-7079-807-1)
- Douglas Lockwood, Ja, Australijczyk (tłum. Zofia Sroczyńska; 1997, ISBN 83-7079-452-1)
- Raymond Maufrais, Zielone piekło (tłum. Zbigniew Stolarek; 1995, ISBN 83-7079-437-8)
- Reinhold Messner, Na koniec świata. Himalaje i Karakorum – wyzwanie (tłum. Michał Misiorny; 1998, ISBN 83-7200-103-0)
- Farley Mowat, Ginące plemię (tłum. Kazimierz Dziewanowski, Lech Jęczmyk; 1997, ISBN 83-7079-818-7)
- Gareth Patterson, Ostatnie z wolnych (tłum. Adam Szymanowski; 1997, ISBN 83-7079-864-0)
- Paul William Roberts, Imperium duszy (tłum. Marek Fedyszak; 1996, ISBN 83-7079-649-4)
- Paul William Roberts, Rzeka na pustyni. Współczesne podróże po starożytnym Egipcie (tłum. Marek Fedyszak; 1997, ISBN 83-7079-862-4)
- Tenzing, Człowiek Everestu (oprac. James Ullman; tłum. Maria Skroczyńska; 1997, ISBN 83-7079-808-X)
- Colin M. Turnbull, Leśni ludzie (tłum. Helena Błaszkiewicz; 1996, ISBN 83-7079-498-X)
- Andrzej Urbańczyk, Dziękuję ci, Pacyfiku (1997, ISBN 83-7079-504-8)
- Nicolas Vanier, Transsyberia (tłum. Zygmunt Burakowski; 1998, ISBN 83-7200-048-4)
- Paul-Émile Victor, Banquise. W krainie bez cienia (tłum. Julia Matuszewska; 1996, ISBN 83-7079-495-5)
- Lucjan Wolanowski, Upał i gorączka (1996, ISBN 83-7079-657-5)